# Escacs passapeces
Els escacs passapeces (o simplement passapeces) és un joc d'estratègia basat en els escacs. Les normes són similars a les d'aquest, i en distingim quatre variants:
- Simple (per a 2 jugadors)
- Simultània (per a 3 jugadors)
- Doble (per a 4 jugadors)
- Doble simultània (per a 2 jugadors)

Les quatre modalitats estan basades en el fet que quan un jugador captura una peça, passa a ser seva (o del jugador del seu equip) de manera que pot ser col·locada en joc durant el torn del jugador, però en aquest cas sense que aquest pugui jugar un moviment normal. Aquesta peça pot ser col·locada o no en escac al rei contrari segons la modalitat de joc. Els peons no poden ser col·locats mai a primera ni a vuitena fila.